# Vēl Pāri

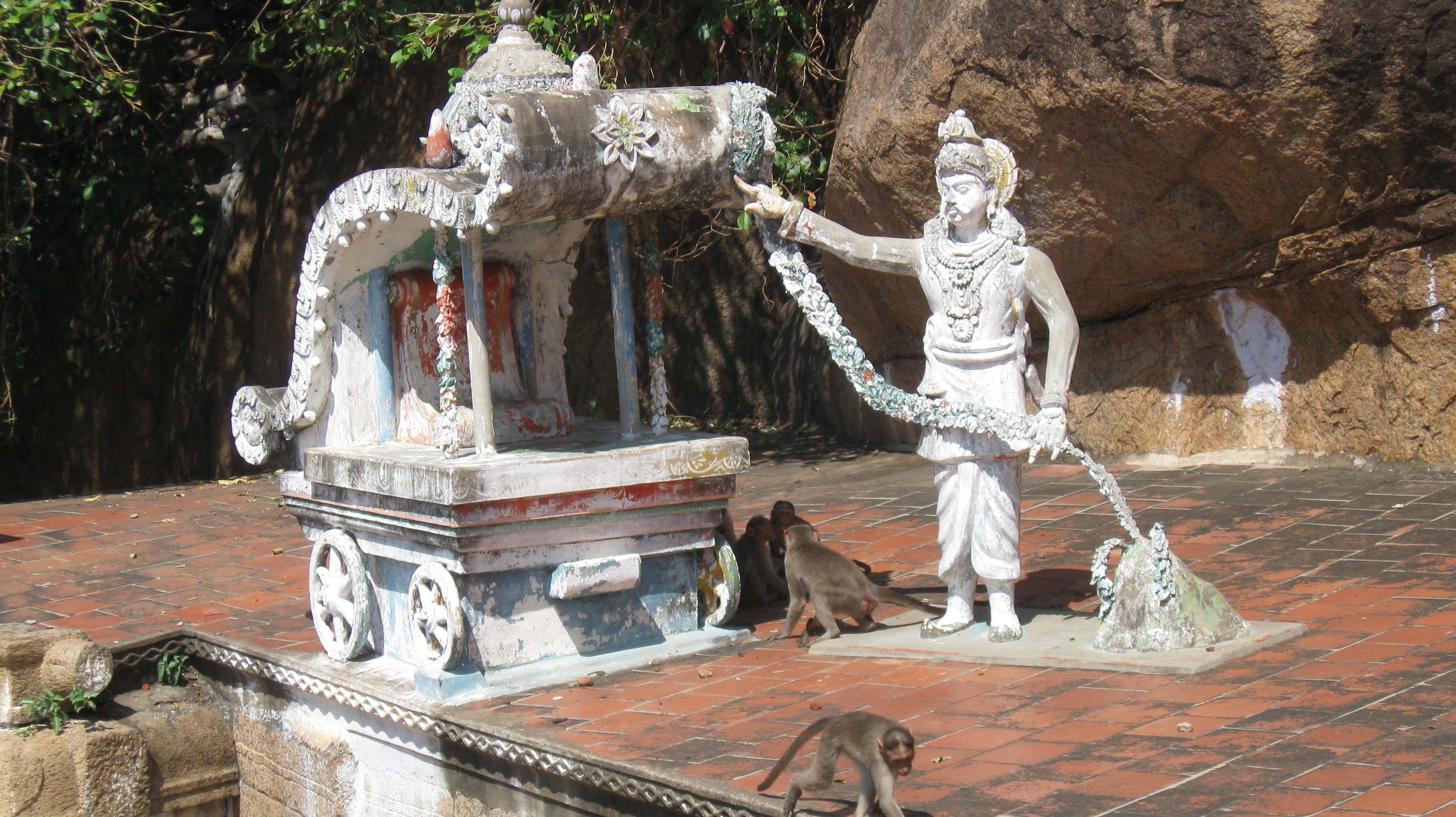
A statue of Paari giving away his chariot to a climber plant

Vēḷ Pari (Tamil: வேள் பாரி) war ein Herrscher der Vēḷir-Linie, der gegen Ende der Sangam-Ära Parambu nādu und die umliegenden Regionen im alten Tamilakam regierte. Der Name wird oft verwendet, um den berühmtesten unter ihnen zu beschreiben, der der Mäzen und Freund des Dichters Kapilar war und für sein Wohlwollen, Mäzenatentum für Kunst und Literatur gepriesen wird. Er ist in der tamilischen Literatur als einer der Kadai ēzhu vallal (wörtlich übersetzt: die letzten sieben großen Gönner) in Erinnerung geblieben.

## Aufstieg und Herrschaft
Pāri wird als Meister des Hügellandes von Parambu nādu beschrieben und beherrschte über 300 wohlhabende Dörfer. Pari förderte verschiedene Kunstformen, Literaten und Barden drängten sich an seinem Hof. Parambu nadu bestand aus Teilen des heutigen Tamil Nadu und Kerala, die sich von Piranmalai im Distrikt Sivaganga, Tamil Nadu, bis Nedungadi im Distrikt Palakkad, Kerala erstreckten. Sein Liebling war der Dichter Kapilar, der sein enger Freund und lebenslanger Begleiter war. Aus Purananuru, Lied 107 von Kapilar:
Immer wieder rufen sie seinen Namen: "Pāri! Pāri"! So preisen Dichter mit geschickten Zungen alle einen Mann. Doch Pāri ist nicht allein: Es gibt auch den Regen, um diese Erde zu nähren.
Pāri wurde in der letzten Sangam-Ära für seine Großzügigkeit bekannt und war als einer unter den Kadai Ezhu Vallalgal (die letzten sieben Gönner) beliebt. Pāris Ruhm wird in der Sangam-Literatur als „முல்லைக்கு தேர் கொடுத்தான் பாரி“ (Einer, der seinen Streitwagen einer Kletterpflanze übergab) beschrieben. Er war so großzügig, dass er seinen Streitwagen an eine Kletterpflanze verschenkte, als er sah, dass sie ohne geeignete Unterstützung ums Wachstum kämpfte.

## Belagerung und Tod
Die drei gekrönten tamilischen Könige Cheras, Cholas und Pandyas erweiterten ihre Königreiche rücksichtslos und richteten ihre Aufmerksamkeit auf unabhängige Vēḷir-Könige, wodurch sie zu Untergebenen wurden oder sie eliminierten und ihre Königreiche assimilierten. Sie belagerten das stark befestigte Land Parambu, aber Vēḷ Pāri weigerte sich, nachzugeben und der Krieg zog sich über Jahre hin. Kabilar näherte sich den Königen und bat sie umzukehren, indem er seinen Gönner Pari als unbesiegbaren Krieger beschrieb (Auszug aus Purananuru: Lied 109):
Sie denken vielleicht, dass der Berg von Pāri leicht zu erobern ist. Auch wenn ihr drei mit euren gigantischen königlichen Trommeln es belagert. Wie der Himmel ist sein Berg. Wie die Sterne am Himmel sind seine Quellen. Auch wenn deine Elefanten an jeden Baum gefesselt sind, deine Streitwagen über jedes Feld verteilt sind, wirst du es nicht im Kampf nehmen. Er wird es nicht mit dem Schwert aufgeben. Aber hier: Ich weiß, wie man es gewinnen kann. Wenn du kleine Lauten spielst, ihre Schnüre aus geriebener Schnur, deine Tänzerinnen mit dichtem, duftendem Haar hinterherkommen und tanzend und singend zu ihm gehen, wird er dir seinen Berg und sein ganzes Land geben.
Nach einem langen Krieg flehten Feinde um das Leben von Pari, und so spendete er es, indem er ein Schwert nahm, und Vēḷ Pāri sich selbst tötete. Purananuru, Lied (112) von Pāris Töchtern zu seinem Tod:
An diesem Tag in diesem weißen Mondlicht hatten wir unseren Vater, und niemand konnte den Hügel besteigen. An diesem Tag in diesem weißen Mondlicht haben Könige mit Siegestrommeln unseren Hügel erobert, und wir haben keinen Vater.

## Familie und Nachfolge
Pāri und seine Frau Aadhini hatten zwei Töchter, Angavai und Sangavai. Kapilar wurde nach dem Tod Paris ihr Vormund, und die drei verlassen zusammen das Land Parambu. Kapilar wendete sich erfolglos an verschiedene Vēlir-Könige, um Bräutigame zu finden. Kapilar nahm sich später durch Vadakirrutal, eine der tamilischen Selbstmordmethoden, das Leben. Später kümmert sich der Dichter Auvaiyar um sie, und verheiratet sie erfolgreich mit einem anderen König Malaiyamaan Kaari. Pāris Töchter wurden in Manam Poondi in der Nähe von Kāri mit dem Sohn von Kāri verheiratet Tirukkoyilur.

## Erbe
Pariyur (= Ort von Pāri) oder Parapuri in der Nähe von Gobichettipalayam in Tamil Nadu ist nach Pāri benannt. Nachdem Pāri besiegt worden war, wurde der Ort gegen Ende des 13. Jahrhunderts n. Chr. verlassen, und die Menschen wanderten aus, um sich in benachbarten Gebieten niederzulassen, und gründeten die heutige Stadt Gobichettipalayam. Pariyur hat vier Tempel, den Kaliamman Tempel, den Amarapaneeswarar Tempel, den Adinarayana Perumal Tempel und den Angalamman Tempel.

## In der Populärkultur
- S. Venkatesan Velpari. Historischer Roman, erschienen als Fortsetzungsgeschichte in 100 Folgen in der Zeitschrift Ananda Vikatan, als Buch veröffentlicht 2018 im Verlag Vikatan Publications.[7]